# 埃伦贝格
埃伦贝格（德語：Ellenberg，發音：[ˈɛlənˌbɛʁk]）是德国巴登-符腾堡州斯图加特行政区奥斯特阿尔布县的市镇，总面积30.2平方千米，2023年12月31日总人口为1,862人。